# Hegyeshely
Hegyeshely (1899-ig Viszoka, szlovákul Vysoká nad Kysucou) község Szlovákiában, a Zsolnai kerületben, a Csacai járásban.

## Fekvése
Turzófalvától 7 km-re délnyugatra, a Kiszuca partján fekszik.

## Története
A község területe 1497-ben a Podmaniczky család nagybiccsei uradalmához tartozott. 1563-ban a birtok tulajdonosai a Thurzók lettek. A település a 17. század elején Turzófalva határában keletkezett. Írott forrásban 1619-ben említik először a nagybiccsei uradalom részeként. 1626-ban a birtokot az Eszterházy család szerezte meg. A 18. században a község jelentős fejlődésen ment át. 1720-ban 262 paraszt, 72 zsellér és 20 nincstelen lakosa volt; a faluban malom, fűrésztelep működött. Plébániáját 1726-ban alapították. Szent Máté evangélista tiszteletére szentelt temploma 1732-ben épült. 1784-ben 564 házában már 596 család és 3147 lakos élt.
A 18. század végén Vályi András így ír róla: „VISZOKA. Tót falu Trentsén Várm. földes Ura Hg. Eszterházy Uraság, lakosai katolikusok, fekszik Újhelyhez 1 3/4 mértföldnyire; Harmintzadgya is van, földgye sovány, legelője, és fája is van.”
1828-ban 597 háza és 2352 lakosa volt, akik főként erdei munkákkal, drótozással foglalkoztak.
Fényes Elek 1851-ben kiadott geográfiai szótárában így ír a faluról: „Viszoka, tót falu, Trencsén vgyében, a Kiszucza folyó mellett, hegyekben szétszórva, ut. post. Csácza. Lakja 4500 kath., 200 zsidó, kath. paroch. templom. Határa nagy részt irtványokból áll, s főleg zabot és burgonyát terem. Lakosai közül sokan mint sodronyosok, messze vándorolnak, a zsidók pedig italmérésből és fakereskedésből táplálják magukat. Az uradalomnak és a helységnek igen szép erdeje van itt. Birja h. Eszterházy bicsei uradalma.”
A trianoni békéig Trencsén vármegye Nagybiccsei járásához tartozott.
1945. április 20-án Szemetes nevű részén a németek 21 lakost végeztek ki partizántevékenység miatt. Emlékükre később emlékművet állítottak.

## Népessége
| Év:            | 1994. | 2004.   | 2014.   | 2024.    |
| -------------- | ----- | ------- | ------- | -------- |
| Emberek száma: | 3152  | 2984    | 2709    | 2437     |
| Eltérés:       |       | -5,32 % | -9,21 % | -10,04 % |

| Év:            | 2023. | 2024.   |
| -------------- | ----- | ------- |
| Emberek száma: | 2487  | 2437    |
| Eltérés:       |       | -2,01 % |

1850-ben 4500 katolikus és 200 zsidó vallású lakosa volt.
1910-ben 3769, túlnyomórészt szlovák anyanyelvű lakosa volt.
2001-ben 3005 lakosából 2922 szlovák volt.
2011-ben 2774 lakosából 2646 szlovák volt.

## Neves személyek
- Itt született 1777-ben Klacskó Tódor Márton piarista tanár.

## Nevezetességei
- Szent Máté evangélista tiszteletére szentelt temploma 1732-ben épült.

## Külső hivatkozások
- Hivatalos oldal
- Községinfó
- Hegyeshely Szlovákia térképén
- Története évszámokban
- E-obce.sk